# Distretto di Saihan
Il distretto di Saihan (赛罕区S) è un distretto della Cina, situato nella regione autonoma della Mongolia Interna e amministrato dalla prefettura di Hohhot.